# Adenomera juikitam
Adenomera juikitam é uma espécie de anfíbio da família Leptodactylidae. Endêmica do Brasil, pode ser encontrada nas Colinas do Sul (Chapada dos Veadeiros) no município de Teresina de Goiás, estado de Goiás.